# Laks (Cáucaso)
Los laks (se autodenominan lak) son un grupo étnico nativo de una región interior conocida como Lakia en el Daguestán, Cáucaso del Norte. Hablan el idioma lak, que pertenece al grupo nororiental de lenguas caucásicas.
Los laks viven históricamente en los raiones de Lakskiy y Kulinskiy de Daguestán. Hay alrededor de 200.000 laks y su área etnocultural se conoce como Lakia, en la Federación Rusa.

## Etnonimia

Áreas de Daguestán donde viven los laks.

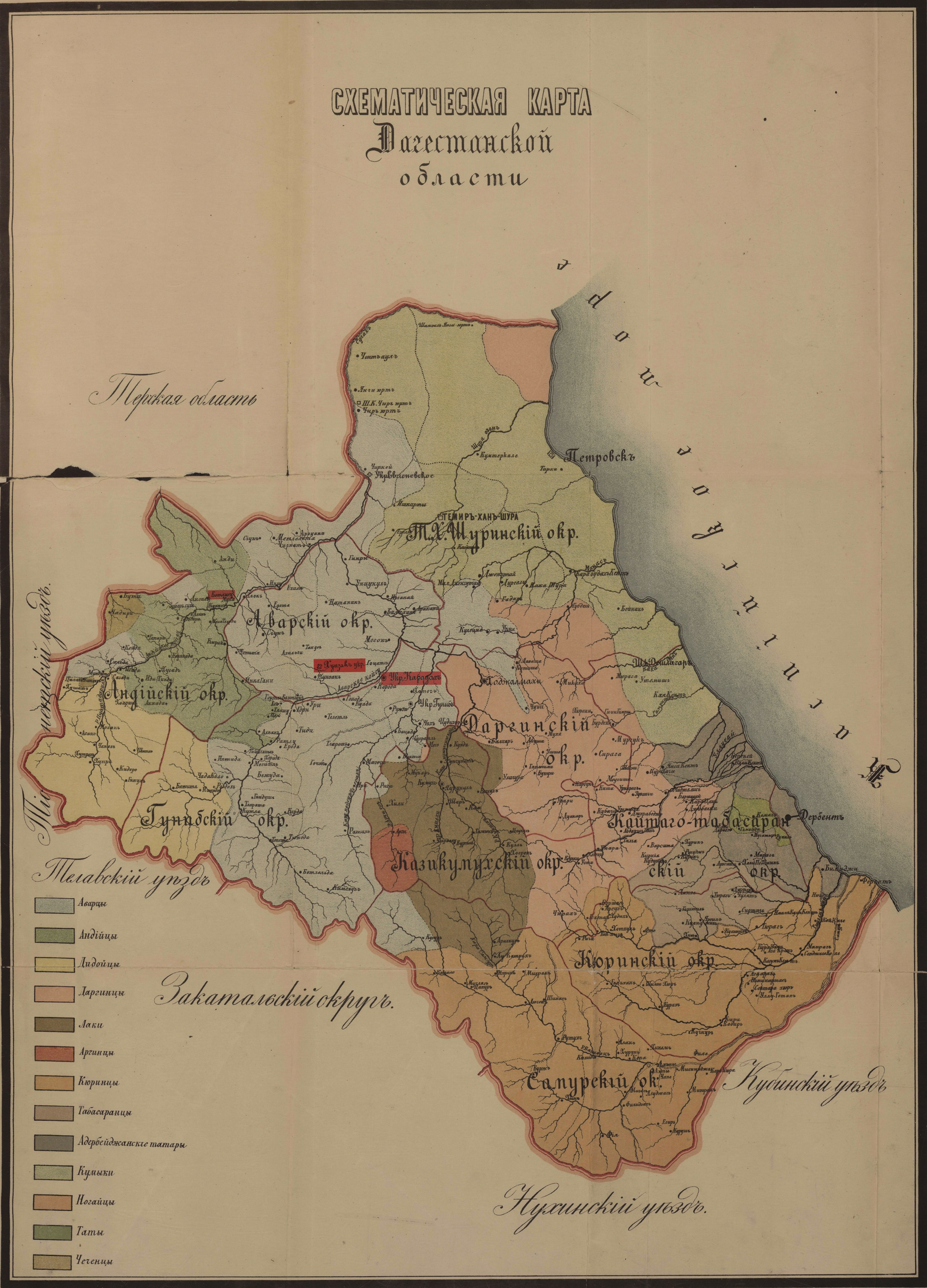
Mapa esquemático del óblast de Daguestán de 1895 por E. I. Kozubskiy.

La palabra 'lak' es la autodenominación del pueblo lak en expresiones como: 'zhu Lak buru' ("somos Lak"), 'zhu Lakral khalq buru' "somos el pueblo lak"), 'Laktal' ("laks"), 'Lakssa' ("laks", "hombre lak"), 'Lakkuchu' ("hombre lakiano"), 'Lakku maz' ("idioma lakiano"), 'Lakkuy' ("Lakia"), 'Lakral kanu' ("distrito de Lak", "lugar de Lak"), 'Lakku bilayat' ( "país de Lak") o 'Lakral pachchahlug' ("estado lak"). Los laks usan el término 'Lak' como su etnónimo y nombre de lugar.
P. K. Uslar (1864) registró el uso de la autodesignación 'Lak' por los residentes de Gazi-Kumuj: 'Lakkuchu, Lakkuchunal, nominativo plural Lakral, genitivo Lakral ("hombre de Kazikumuj"), Lak ("nombre de todo el país"), ta uri Lakkuy ("vive en Kazikumuj"), ta nai uri Lakkuya ("proviene de Kazikumuj"), ta Lakku mazray galga ti uri ("habla en idioma kazikumuj"), Lakku adat ("costumbre de Kazikumuj"); Lakral kanu ("Kazikumuj"), 'lit. el lugar del pueblo lak'.
Los generales e historiadores del ejército ruso A. V. Komarov (1869) y N. F. Dubrovin (1871) en sus distintos escritos sobre la historia y la etnografía del Cáucaso mencionaron que la autodesignación de los residentes de Gazi-Kumuj era 'Lak' a quien ellos llamaron 'Laki' (Laks).
En el censo de población del óblast de Daguestán de 1886, los residentes de Kazikumuj Okrug fueron denominados 'laki' ('Лаки' en ruso). En el mapa esquemático del óblast de Daguestán de 1895, compilado por el historiador y etnógrafo E. I. Kozubskiy, a los residentes de Kazikumuj Okrug se les llama 'laki'.

## Sociedad

### Historia
Kumuj era históricamente una ciudad fortaleza donde se encontraba la residencia de los gobernantes del pueblo lak y llegó a ser la antigua capital de Lakia. La historia de los laks se puede dividir en varias partes. La primera parte, la era de Anushirwan, quien nombró a un gobernante llamado Kumuj. En el siglo VI, Kumuj era uno de los centros políticos de las tierras altas de Daguestán. La segunda parte, la era de los shamjales de Kumuj, que fueron mencionados por primera vez como gobernantes de los laks en el siglo VIII. En el siglo XIII, los shamlales de Kumuj aceptaron el islam y Lakia se convirtió en un estado islámico. En el siglo XV, Kumuj se convirtió en el principal centro islámico y político de Daguestán. La tercera parte, la era de los janes de Kumuj que se opusieron a la política colonial de Persia, Rusia y Turquía.

### Religión
La mayoría de los laks creen en el islam sunita (escuela Shafi'i). El islam sunita alienta la solidaridad grupal; sus miembros se ayudan mutuamente a encontrar trabajo y vivienda, organizar matrimonios, pagar el kalim, mantener sociedades funerarias, resolver disputas, etc. La primera mezquita del pueblo lak fue construida en 777-778 en Kumuj. El historiador A. V. Komarov (1869) escribió: 'Laki y, en particular, los residentes de su aldea principal de Gumuk estuvieron entre las primeras tribus de Daguestán que aceptaron el mahometismo ... Abu Muselim mismo fue a Gumuk y construyó allí una mezquita en el año 777 como se puede leer en una inscripción en la propia mezquita'. Según Al-Masudi, los residentes de Kumuj en el siglo VIII eran cristianos. Los shamjales de Kumuj abrazaron el islam a finales del siglo XIII. En el siglo XIV, Kumuj llegó a ser el centro gazi y fue denominado Gazi-Kumuj. En el siglo XV, los shamjales jugaron un papel importante en la difusión del Islam en Daguestán.

### Antropología
Para el profesor A. G. Gadjiyev, el pueblo lak pertenece a la raza caucasoide: 'Nuestra investigación en 1961 nos ha llevado a algunas aclaraciones sobre el área de la raza caucasoide (raza del Cáucaso Norte) en Daguestán. En este trabajo, los grupos que pertenecen a esta raza son los de la variante occidental. Son los pueblos ando-tsunti y la mayoría de los avars, laks, darguin. Según las especificidades de la pigmentación, pero no por el tamaño del rostro, los rutules están cerca de ellos'.